# Jessie Mae Robinson
Jessie Mae Robinson, född 1 oktober 1919 i Call, Texas, död 26 oktober 1966, var en amerikansk låtskrivare.
Robinson skrev populära sånger för många blues- och Rhythm and blues-artister. Några av hennes mest kända sånger är "I Went to Your Wedding", "Keep It a  Secret", "The Other Woman", "Blue Light Boogie", ”I’m Just a Poor Bachelor” och "Let's Have a Party".
Robinson blev 1953 den första kvinnliga afro-amerikanska medlemmen i American Society of Composers, Authors, and Publishers (ASCAP).